# Leichtathletik-Weltmeisterschaften 2013/Teilnehmer (Benin)
| Gelbes Symbol für Goldmedaillen mit stilisierten Olympischen Ringen | Graues Symbol für Silbermedaillen mit stilisierten Olympischen Ringen | Braundes Symbol für Bronzemedaillen mit stilisierten Olympischen Ringen |
| ------------------------------------------------------------------- | --------------------------------------------------------------------- | ----------------------------------------------------------------------- |
| —                                                                   | —                                                                     | —                                                                       |

Der Leichtathletik-Verband Benins stellte einen Teilnehmer bei den Leichtathletik-Weltmeisterschaften 2013 in der russischen Hauptstadt Moskau.

## Ergebnisse

### Männer

#### Laufdisziplinen
| Athlet      | Disziplin | Vorlauf    | Vorlauf | Halbfinale         | Halbfinale         | Finale             | Finale             |
| Athlet      | Disziplin | Zeit       | Platz   | Zeit               | Platz              | Zeit               | Platz              |
| ----------- | --------- | ---------- | ------- | ------------------ | ------------------ | ------------------ | ------------------ |
| Didier Kiki | 200 m     | 22,01 s PB | 52      | nicht qualifiziert | nicht qualifiziert | nicht qualifiziert | nicht qualifiziert |